# 斑叶杓兰
斑叶杓兰（学名：Cypripedium margaritaceum）为兰科杓兰属下的一个种。

## 扩展阅读
- 維基物種上的相關：斑叶杓兰